# Emchi-Tepe
Emchi-Tepe ou Emshi tepe est un site archéologique d'Afghanistan, à 5 km au nord-est de la moderne Chéberghân sur la route d’Akcha. Elle est localisée à seulement 500 m de la désormais fameuse nécropole de Tillia tepe et à proximité des premiers contreforts de l'Hindou Kouch. Le site d’Emchi tepe a livré un palais, une citadelle et des remparts, et fut actif de l’époque gréco-bactrienne à l’ère kouchane.